# Ave Maria (Palestrina)
Giovanni Pierluigi da Palestrina compôs quatro versões da Ave Maria: Ave Maria, IGP 116;
Ave Maria, IGP 239;
Ave Maria, IGP 268; e 
Ave Maria, IGP 398. 
A Ave Maria também chamada de Saudação Angélica, é uma oração que saúda a Virgem Maria baseada nos episódios da Anunciação e da Visitação (Lucas 1:28–42). Segundo São Luís Maria Gringnon de Montfort, cada vez que se reza a Ave Maria, a Virgem Maria louva a Deus no Céu com seu canto, o Magnificat (Lucas 1:46–55).